# Überhang (Felsformation)

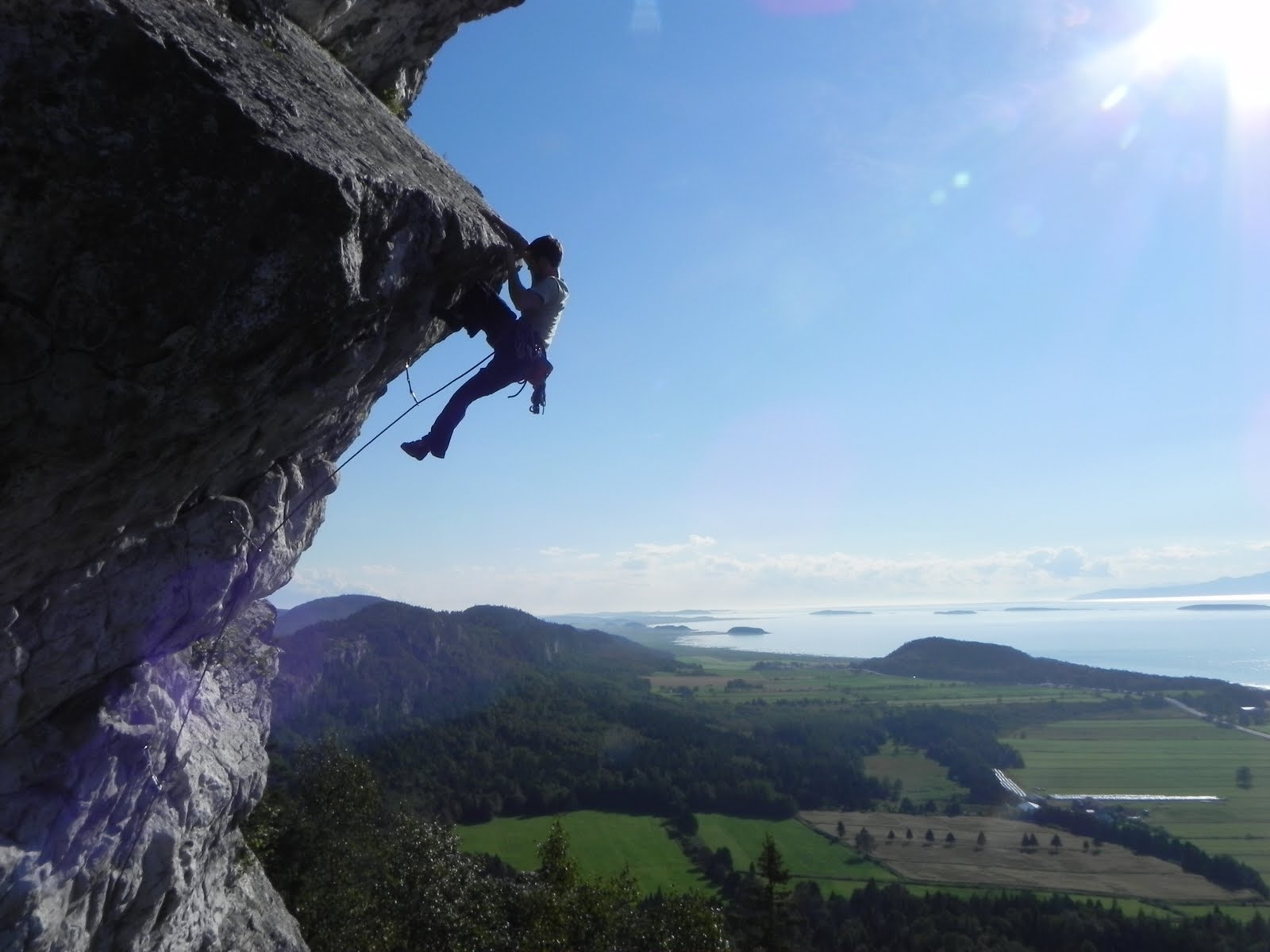
Kletterer in einem Überhang (Route Moby Dick, 5.11b, Kamouraska, Kanada)

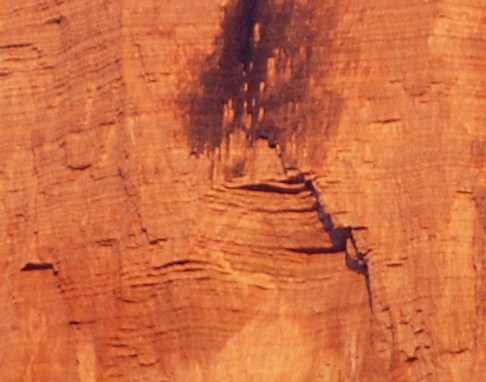
Das große Dach der Westlichen Zinne bildet einen Überhang von 40 Metern

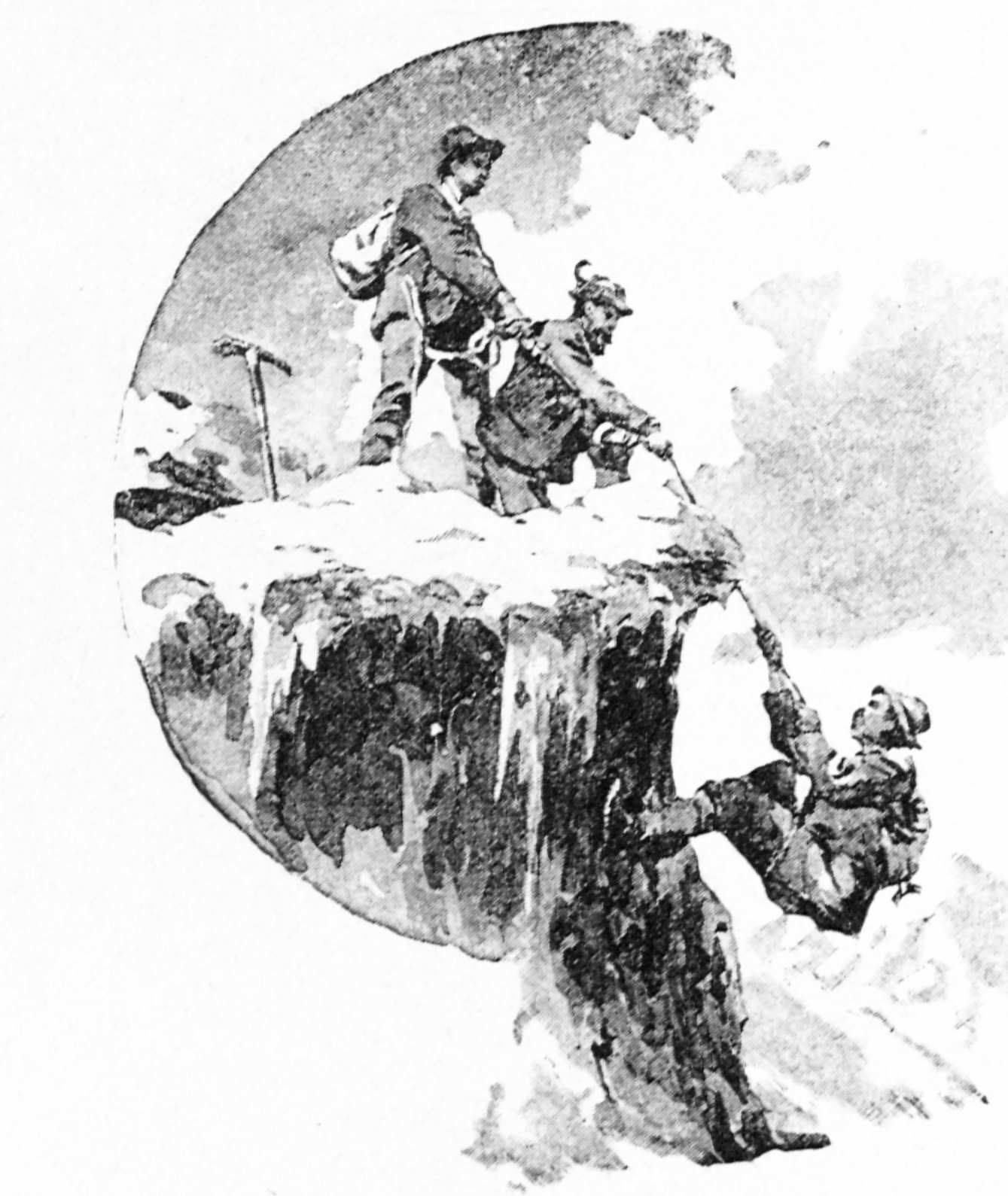
Tony Grubhofer: Aufstiegshilfe (1899)

Als Überhang wird eine Felswand oder auch künstliche Kletterwand bezeichnet, deren Steigung mehr als 90° beträgt, die also steiler als vertikal ist. Bei besonders starken Überhängen, die nahezu oder ganz die Horizontale erreichen, spricht man von einem Dach.
Beim Klettern stellen Überhänge und insbesondere Dächer besondere Herausforderungen sowohl an die Technik als auch an die Konstitution des Sportlers. Mit zunehmender Steilheit nimmt die Belastung der Arm und Handmuskulatur zu, da ein geringerer Anteil des Körpergewichts von den Füßen getragen werden kann, Rastpunkte zum Entspannen der Muskulatur, insbesondere No-Hands Rests sind in Überhängen selten zu finden. Klettertechniken zum Überwinden von Überhängen beinhalten etwa die Verlagerung des Körperschwerpunktes möglichst nahe am Fels und den Aufbau einer möglichst hohen Körperspannung. Manche Klettertechniken, wie etwa der Foothook, werden fast ausschließlich in Überhängen und Dächern angewandt. Lange Zeit wurden Dächer im alpinen Klettern fast ausschließlich in technischer Kletterei überwunden. Im modernen Sportklettern hingegen stellt auch stark überhängendes Gelände keine Besonderheit mehr dar, Kletterhallen bestehen häufig zu großen Teilen aus Überhängen und Dächern.
Ein bekanntes Beispiel für stark überhängendes Gelände in der Natur ist das Dach in der Nordwand der Westlichen Zinne, dessen oberes Ende ca. 40 Meter horizontale Entfernung vom Wandfuß aufweist. Schwierige Kletterrouten, die durch Überhang- und Dachkletterei gekennzeichnet sind, sind Separate Reality und La Rambla.
An einem Abri kommen oft Überhänge vor.